# Bienenwachs

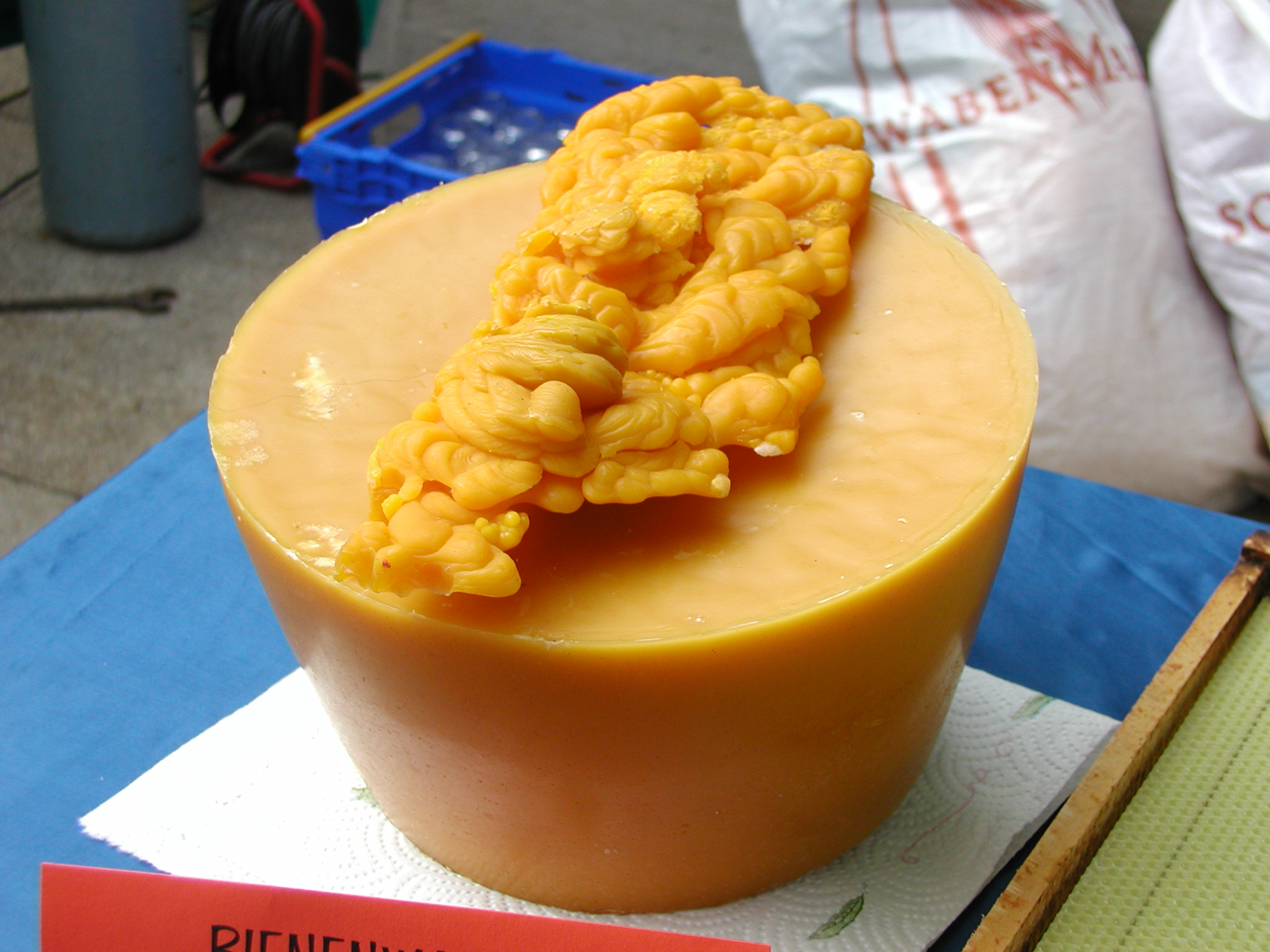
Zu einem Block gegossenes Bienenwachs und obenauf Wachs aus einem Sonnenwachsschmelzer

Bienenwachs (lateinisch Cera „Wachs“ und genauer Cera flava „gelbes Wachs“) ist ein von Honigbienen abgesondertes Wachs, das von ihnen zum Bau der Bienenwaben genutzt wird. Der britische Mediziner John Hunter hatte im 18. Jahrhundert herausgefunden, dass Bienenwachs nicht von den Bienen gesammelt, sondern von diesen abgesondert wird.

## Aufbau und Eigenschaften

Strukturformel von Palmitinsäuremyricylester – ein Inhaltsstoff von Bienenwachs.

Bienenwachs besteht aus Myricin (Anteil ca. 65 Gew-%), einem Gemisch von Estern langkettiger Alkohole  (z. B. 1-Hentriacontanol) und Säuren, das von Palmitinsäuremyricylester C15H31–COO–C30H61 dominiert wird, daneben freier Cerotinsäure C25H51–COOH, Melissinsäure C29H59–COOH und ähnlichen Säuren (12 %), gesättigten Kohlenwasserstoffen (ca. 14 %), Alkoholen (ca. 1 %) und anderen Stoffen (wie bienenartspezifischen Aromastoffen) (6 %). Die analytische Charakterisierung des Bienenwachses findet heute in der Regel durch chromatographische Verfahren statt. Insbesondere die Kopplung Gaschromatographie/Massenspektrometrie unter Verwendung von Kapillar-Trennsäulen ermöglicht es, Verfälschungen des reinen Bienenwachses durch billigere Ersatzstoffe wie hochmolekulare Paraffine sicher zu erkennen.
Bienenwachs ist bei Raumtemperatur gut in Terpentinöl, aber auch in erhitztem Alkohol löslich. Es hat eine Dichte von 0,95 bis 0,965 g/cm3. Die Fett-Titrationswerte betragen für die Säurezahl, Esterzahl und Peroxidzahl: 18–23, 70–80, >8.

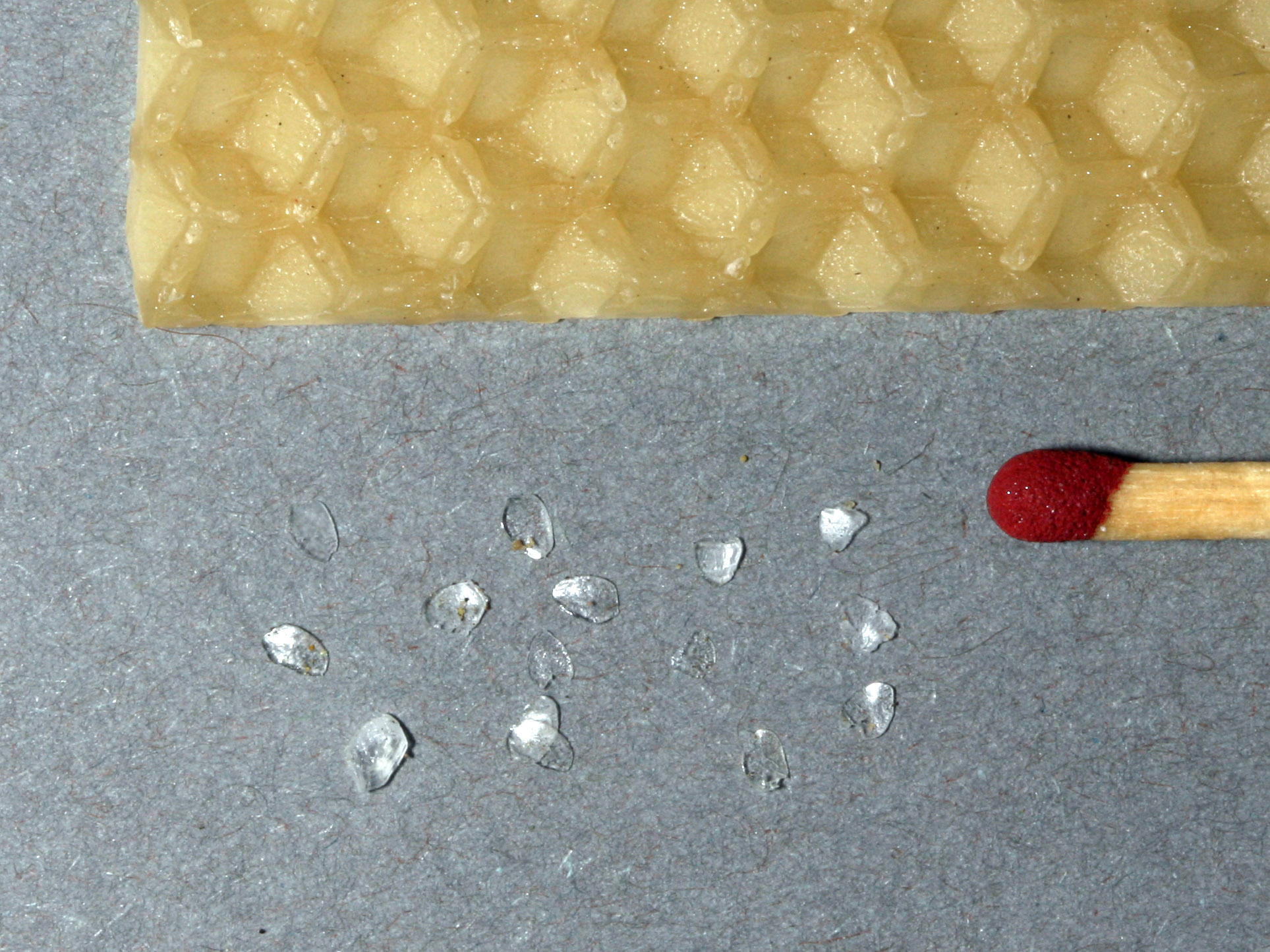
Frisch „ausgeschwitzte“ noch weiße Wachsplättchen, darüber eine Mittelwand aus Bienenwachs.

Der Schmelzpunkt von Bienenwachs liegt zwischen 62 und 65 °C. Wird Bienenwachs flüssig, kann es zum Beispiel von den Fasern eines Kerzendochts aufgenommen werden, wo es durch den Kontakt mit dem Sauerstoff aus der Luft unter Licht- und Wärmeabgabe verbrennt. Als Ausgangsmaterial für die Kerzenherstellung wurde es weitgehend vom billigeren Stearin und Paraffin verdrängt.
Der Lebensmittelzusatzstoff „Bienenwachs“ trägt die Bezeichnung E 901.

## Farbe
Die von den Honigbienen aus Wachsdrüsen ausgeschwitzten Wachsplättchen haben ursprünglich eine weiße Farbe. Die gelbe Färbung entsteht durch die Aufnahme des Pollenöls als Inhaltsstoff des Blütenpollens, das wiederum den Naturfarbstoff Carotin enthält. Gereinigt und weiß gebleicht kommt es als Cera alba (weißes Wachs) in den Handel.

## Bienenwachs in der Wirtschaft
Bienenwachs ist heute in wachsverarbeitenden Wirtschaftszweigen größtenteils durch Kunstwachs ersetzt worden. Trotzdem lässt es sich nicht vollkommen ersetzen. Größter Verbraucher von Bienenwachs ist die kosmetische und pharmazeutische Industrie, wo es Bestandteil von Cremes, Salben, Pasten, Lotionen und Lippenstiften ist. Die Produkte sind meist mit dem Hinweis „Enthält Echtes Bienenwachs“ versehen. Große Wachsmengen werden bei der Kerzenfabrikation verarbeitet. In der chemisch-technischen Industrie (Skiwachs, Wachsfarbe, Imprägniermittel, Baumwachs) spielt Bienenwachs nur noch eine untergeordnete Rolle. Bei der Herstellung von Süßigkeiten auf Gelatinebasis (z. B. Gummibären) wird Bienenwachs als Überzugs- und Trennmittel verwendet. Traditionell wird Bienenwachs in Medizin und Physiotherapie als Wärmepackung angewendet bei Husten, Erkältungen, Schmerzen der Muskeln und Gelenke.
Von der Antike an fand Wachs auch als Arzneiträger in Wachssalben bzw. Wachspflastern (fachsprachlich auch Cerat, Ceratum bzw. cerotum) sowie Wachspillen (cerotum rotundum, als Wachszäpfchen bzw. Wachspessar) Verwendung.

## Wachskreislauf der Imker
Ein großer Wachsverbraucher ist die Bienenwirtschaft, in der ein eigener Wachskreislauf besteht. Das Wachs wird zunächst von Honigbienen für das Bauen der Bienenwaben erzeugt. Die ursprünglich hell-gelben Waben nehmen nach einiger Zeit im Bienenvolk durch das Bebrüten eine braun-schwarze Farbe an. Der Imker entnimmt aus hygienischen Gründen die alten, braunen Waben. Diese Altwaben werden durch Hitze oder Wasserdampf eingeschmolzen. Nach der Reinigung von Fremdstoffen erhält man helles, reines Wachs. Daraus werden neue Wachsmittelwände gegossen, die der Imker in seine Völker gibt, damit die Bienen darauf erneut Waben bauen. Das Einschmelzen der Waben kann der Imker mit einem Dampfwachsschmelzer oder einem Sonnenwachsschmelzer selbst vornehmen. Im Imkerfachhandel gibt es auch Ankaufstellen, die altes Wabenwerk aufkaufen oder gegen frisch gegossene Wachsmittelwände eintauschen. Die Erzeugung neuen Bienenwachses kostet die Bienen sehr viel Energie. Es wird geschätzt, dass die Bienen zur Produktion eines Kilogramms Wachs etwa sechs Kilogramm Honig verbrauchen.

### Rückstandsproblem
Seit dem Auftauchen des Bienen- und Brutparasiten der Varroamilbe in Europa ab 1979 ist die Wiederverwendung von Bienenwachs im Wachskreislauf problematisch geworden. Dies liegt daran, dass viele synthetische Behandlungsmittel gegen diese Milbe fettlöslich sind und sich damit im Wachs anreichern können. Insbesondere im deutschsprachigen Raum haben die Imker inzwischen reagiert und verwenden vermehrt andere Bekämpfungsmethoden. Hierbei werden beispielsweise die organischen Säuren Milchsäure, Ameisensäure oder Oxalsäure eingesetzt oder ganz ohne Chemikalien – rein mechanisch – die Brut Ende Juli/Anfang August entfernt (totale Brutentnahme). Oxalsäure und deren Salze (Oxalate) kommen im Stoffwechsel von Mensch und Tier und auch in Nutzpflanzen wie dem Rhabarber natürlich vor. Ameisensäure ist auch in einigen Honigen, etwa dem Kastanienhonig, natürlich enthalten. Deshalb werden die bei diesen Methoden verbleibende Rückstände als harmlos eingestuft, insbesondere, wenn sie in geringer Konzentration vorhanden sind. Auch sind diese Stoffe nicht fettlöslich und reichern sich deswegen nicht im Bienenwachs an. Hingegen können sich Pestizide im Bienenwachs anreichern.

### Wachsverfälschung
Der hohe Preis macht Bienenwachs seit jeher zu einem Feld der Verfälschungen. Bereits im 14. Jahrhundert entwickelten sich Wachsfälschungen in den hansischen Handelsniederlassungen in Nowgorod zu einem solch großen Problem, dass Qualitätskriterien und penible Qualitätskontrollen angelieferten Bienenwachses ausführlich vertraglich geregelt wurden. Insbesondere wurde hier das Wachs durch eingeschmolzene Steine, Sand oder Ziegelsteinmehl beschwert oder mit Butter, Talg, Pech, Teer, Harz, Eichel- oder Bohnenmehl im Volumen gestreckt, was über viele Jahre zu Streitigkeiten zwischen den Hansekaufleuten und ihren russischen Lieferanten führte. Moderne Fälschungen enthalten billigere Wachse, wie Stearin und Paraffin. Der typische Geruch des Bienenwachses kann durch die Zugabe von Propolis erhalten werden. Die Vermischung mit den industriellen Wachsen ist nur durch aufwändige analytische Verfahren nachzuweisen. Bei der Verwendung des verfälschten Bienenwachses als Kerzenwachs ist nur die Täuschung problematisch, während bei der Umarbeitung zu Mittelwänden massive Schäden am Bienenvolk entstehen können. Die Bienen akzeptieren das verfälschte Wachs meist und bauen die Mittelwände zu Waben aus. Auch die Königin stiftet in diese Waben, aber große Teile der Brut sterben innerhalb kürzester Zeit ab. Ohne imkerliches Eingreifen durch Austausch mit echtem Bienenwachs verkümmern diese Völker endgültig und überstehen den nächsten Winter nicht.